# Moklobemid
Moklobemid (Aurorix, Manerix) antidepresiv je koji se svrstava u klasu reverzibilnih inhibitora monoaminooksidaze (RIMA). Po kemijskoj strukturi moklobemid je derivat benzamida. Primarno se koristi u liječenju depresije i socijalne fobije.
Za razliku od ireverzibilnih MAO antidepresiva, nije uočen značajan porast krvnog tlaka prilikom korištenja moklobemida i uzimanja hrane bogate tiraminom. Zbog nedostatka antikolinergičkih, kardiovaskularnih i psihomotornih nuspojava, moklobemid se posebno dobro podnosi u starijih pacijenata.
Otkriven je u Švedskoj, a njegova je dostupnost u toj zemlji odobrena u prosincu 1989. godine. Od 1992. počinje se distribuirati i izvan te zemlje. Otada se našao na tržištu više od 50 zemalja svijeta, među ostalim i u Hrvatskoj.

## Medicinska uporaba

### Unipolarna depresija
Moklobemid je pokazao učinkovitost u liječenju i velikog depresivnog poremećaja, s odgovorom i na endogenu i na neendogenu depresiju; osim toga, moklobemid ima brzi početak djelovanja u usporedbi s drugim antidepresivima i znatno je podnošljiviji od tricikličkih antidepresiva. Zbog vrlo dobrog sigurnosnog profila i vrlo niske incidencije nuspojava, moklobemid potencijalno ima visoku razinu prihvatljivosti kod osoba koje pate od depresije. Više doze (>450 mg/dan) mogu biti učinkovitije u teškoj depresiji, dok pacijenti liječeni nižom dozom obično slabije reagiraju od onih liječenih tricikličkim antidepresivima. Psihotična depresija, unipolarna endogena depresija, melankolična depresija, retardirana depresija, agitirana depresija i neurotična depresija odgovaraju na moklobemid, kao i atipična depresija.
Unipolarna endogena depresija navodno ima najbolji odgovor na terapiju moklobemidom. Pojedinci koji pate od depresije koji primaju moklobemid imaju dvostruko veću vjerojatnost poboljšanja na moklobemidu nego na placebu. Problem štetnih učinaka antidepresiva je seksualna disfunkcija; međutim, ustanovljeno je da moklobemid zapravo povećava libido.

### Distimija
Moklobemid je dokazano učinkovit i dobro podnošljiv u ovoj vrsti depresije. Utvrđene su učinkovite i sigurne primjene inhibitora monoaminooksidaze u kombinaciji s tianeptinom u rekurentnom depresivnom poremećaju.

### Socijalna fobija
Općenito, studije su pokazale učinkovitost moklobemida u liječenju socijalnog anksioznog poremećaja, ali postoje studije koje učinkovitost moklobemida dovode u pitanje. Neke, pak, studije primjenu i učinak moklobemida prihvaćaju i odobravaju, uz zaključak da se radi o ograničenom rasponu kliničkog potencijala.
Maksimalnu učinkovitost moklobemid dostiže od osmog do dvanaestog tjedna uporabe. Rezultat liječenja može biti kompromitiran ako postoji povijest ovisnosti o alkoholu. Uglavnom je potrebno barem 600 mg lijeka kako bi bio djelotvoran.

### Bipolarna depresija
U jednom istraživanju moklobemid je bio jednako djelotvoran kao triciklički antidepresiv imipramin u ublažavanju simptoma bipolarne depresije, ali je imao značajno manji rizik od izmjene raspoloženja na manično. Novija istraživanja čak i za bipolarni poremećaj prednost daju MAOI antidepresivima.

### Panični poremećaj
Moklobemid je učinkovit u liječenju paničnog poremećaja. Njegov se učinak može usporediti s klomipraminom, ali sa značajnom odsutnošću težih nuspojava.
Međutim, po Australian Medicines Handbook upotreba moklobemida u njegovu liječenju ne smatra se licenciranom, već prihvatljivom ("off-label") indikacijom.

## Istraživanja

### ADHD
Provedene su dvije male studije o učinkovitosti moklobemida u liječenju poremećaja hiperaktivnosti i deficita pažnje (ADHD-a) te se moklobemid pokazao djelotvornim. Kako već postoje vrlo učinkoviti preparati za liječenje ADHD-a, ovi rezultati uglavnom su više od akademske negoli od praktične važnosti.

### Kronični bolni sindromi

#### Migrena i tenzijska glavobolja
Postoje dokazi o učinkovitosti moklobemida u liječenju migrene i kronične tenzijske glavobolje.

#### Fibromialgija
Postoje limitirani dokazi da moklobemid ublažava kroničnu bol te da podiže razinu općeg funkcioniranja u ljudi s fibromialgijom.

### Drugo

#### Prestanak pušenja
Moklobemid je učinkovit u sveobuhvatnom pristupu prestanka pušenja, iako nakon tri mjeseca njegova učinkovitost slabi.

#### Parkinsonova bolest
Moklobemid bi mogao biti koristan u liječenju parkinsonove bolesti pojačavanjem djelovanja levodope.

### Protuanhedonijska svojstva
U jednom istraživanju provedenom 1993. na štakorima u modelu kroničnog stresa, utvrđeno je da je moklobemid spriječio pojavu anhedonije kod štakora koji su bili izloženi blagim, ali kontinuiranim i nepredvidivim stresorima, što ukazuje na antianhedonijska svojstva moklobemida. Sistematični pregled učinka antidepresivā na anhedoniju pokazao je da je moklobemid učinkovit u ublažavanju simptoma anhedonije.

## Polifarmakologija
Moklobemid, iako manje učinkovit od ireverzibilnih inhibitora monoaminooksidaze (poput fenelzina i tranilcipromina), predstavlja sigurnu i učinkovitu alternativu u liječenju depresije i socijalne fobije. Moklobemid se ne smije uzimati s inhibitorima ponovne pohrane serotonina, ali njegova je uporaba s nekim drugim antidepresivima dopuštena. 

#### Kombinacija moklobemida s drugim antidepresivima
Nije utvrđeno je li kombinacija (tzv. „racionalna polifarmakologija”) moklobemida s drugim antidepresivima (selektivni inhibitori ponovne pohrane serotonina i/ili noradrenalina, triciklički i atipični antidepresivi i sl.), učinkovitija u liječenju depresije u usporedbi s monoterapijom moklobemida.
Postoje dokazi da je kombinacija moklobemida i agomelatina sigurna i učinkovita u liječenju rezistentne depresije.

#### Kombinacija s dodatcima prehrani
Postoje dokazi da suplementi cinka mogu pospješiti antidepresivna svojstva fluoksetina, tianeptina i moklobemida u modelu depresije uzrokovanom kroničnim nepredvidljivim stresom.

## Kontraindikacije
Moklobemid se izričito ne smije uzimati s ireverzibilnim MAO inhibitorima.
Kontraindicirano je konzumiranje alkohola pri liječenju moklobemidom.